# Maison-Maugis
Maison-Maugis era una comuna francesa situada en el departamento de Orne, de la región de Normandía, que el 1 de enero de 2016 fue suprimida al fusionarse con las comunas de Boissy-Maugis, Courcerault y Saint-Maurice-sur-Huisne, y formar la comuna nueva de Cour-Maugis-sur-Huisne.

## Demografía
| Gráfica de evolución demográfica de Maison-Maugis entre 1800 y 2013 |
|                                                                     |

Los datos demográficos contemplados en este gráfico de la comuna de Maison-Maugis se han cogido de 1800 a 1999 de la página francesa EHESS/Cassini, y los demás datos de la página del INSEE.